# 대한민국 민법 제194조
대한민국 민법 제194조는 간접점유에 대한 민법 물권법 점유권상 조문이다. 점유매개관계를 통한 간접점유를 인정하여 간접점유자의 권익을 보호하는 규정이다.

## 조문
제194조(간접점유) 지상권, 전세권, 질권, 사용대차, 임대차, 임치 기타의 관계로 타인으로 하여금 물건을 점유하게 한 자는 간접으로 점유권이 있다.

第194條(間接占有) 地上權, 傳貰權, 質權, 使用貸借, 賃貸借, 任置 其他의 關係로 他人으로 하여금 物件을 占有하게 한 者는 間接으로 占有權이 있다.

## 비교 조문
일본민법 제181조 (대리점유) 점유권은 대리인에 의해서 취득할 수 있다.

## 해설

### 기타의 관계의 의미
- 일시적으로 타인으로 하여금 점유할 수 있는 권리·의무를 발생케 하는 법률관계

## 사례
갑 소유의 아파트를 을이 임차하여 점유하는 경우, 아파트를 사실상 지배하는 것은 을이지만, 위 아파트를 직접 점유하고 있지 않은 갑에게도 을의 점유를 매개로 하여 간접점유가 인정된다.

## 판례
간접점유가 인정되기 위해서는 직접점유자의 직접점유가 있고, 직접점유자와 간접점유자 사이의 점유관계를 규율하는 점유매개관계가 있으며, 간접점유자가 점유매개자에 대한 반환청구권을 가지고 있어야 한다

## 참고 문헌
- 오현수, 일본민법, 진원사, 2014. ISBN 978-89-6346-345-2
- 오세경, 대법전, 법전출판사 , 2014 ISBN 978-89-262-1027-7
- 이준현 , LOGOS 민법 조문판례집, 미래가치, 2015. ISBN 979-1-155-02086-9
- 이상태, 물권법, 법원사, 2015. ISBN 9788991512962

## 같이 보기
- 점유권
- 간접점유
- 대리

1. ↑  대법원 1986. 3. 25. 선고 85다422, 85다카1796 판결